# 蒙圖爾 (愛荷華州)
蒙圖爾（英語：Montour）是一個位於美國愛荷華州泰馬縣的城市。

## 地理
蒙圖爾的座標為41°58′50″N 92°42′56″W / 41.98056°N 92.71556°W，而該地的平均海拔高度為258米（即846英尺）。

## 人口
根據2010年美國人口普查的數據，蒙圖爾的面積為1.19平方千米，當中陸地面積為1.19平方千米，而水域面積為0.00平方千米。當地共有人口249人，而人口密度為每平方千米209人。